# Eltemetett piramis

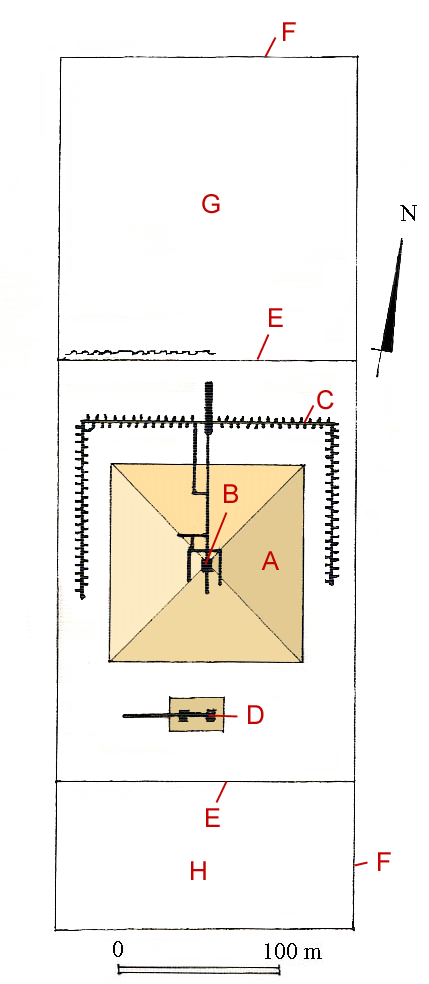
Szehemhet piramiskörzetének térképe.
A: piramis
B: sírkamra
C: halotti kelengyés kamrák
D: déli sír
E: belső kerítésfal
F: külső fal
G: északi kultikus terület
H: déli hebszed körzet.

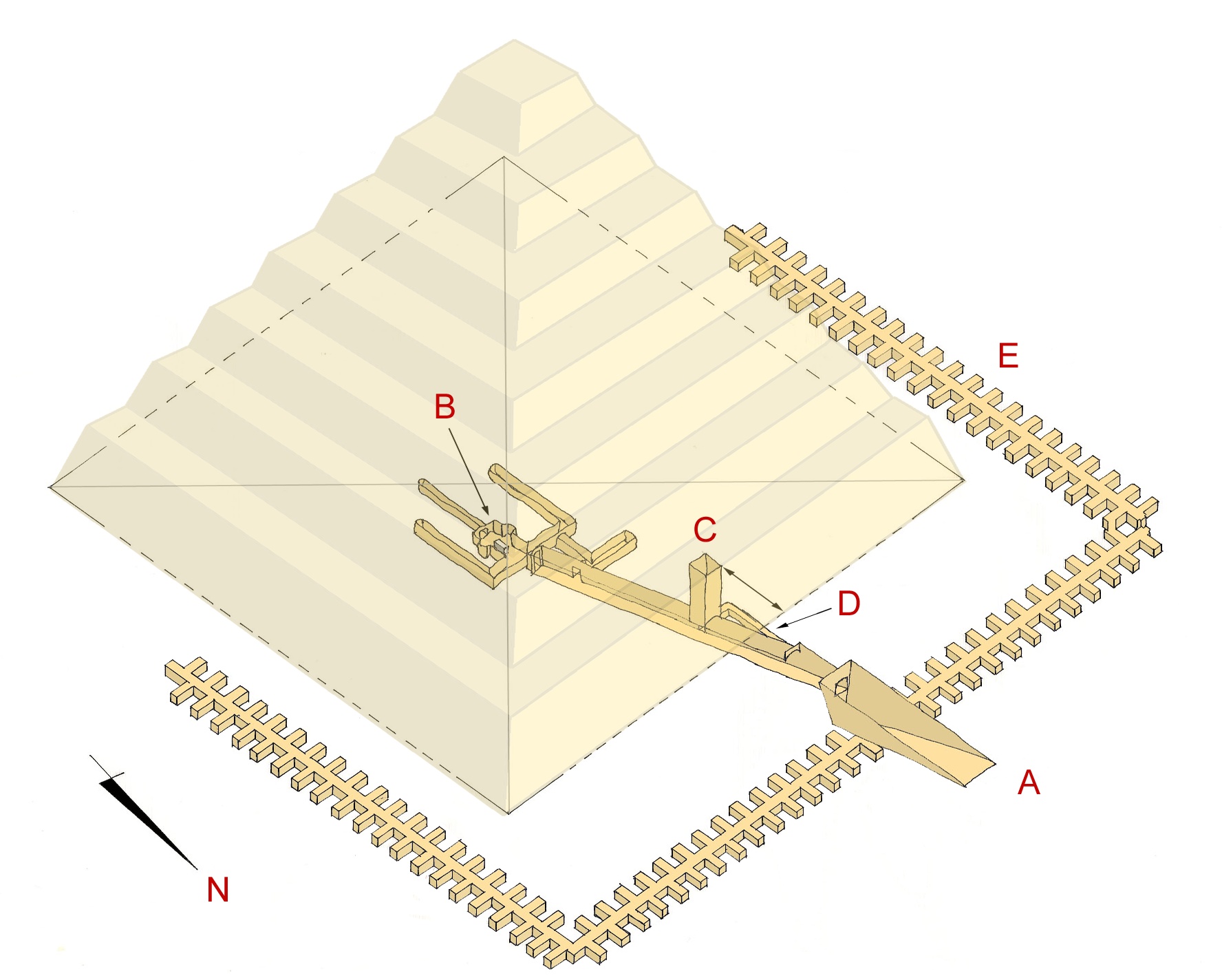
Szehemhet piramisának alépítménye
A: bejárat
B: sírkamra és a befejezetlen galériák
C: kürtő
D: lejtős folyosó
D: halotti kelengyés kamrák és a folyosó

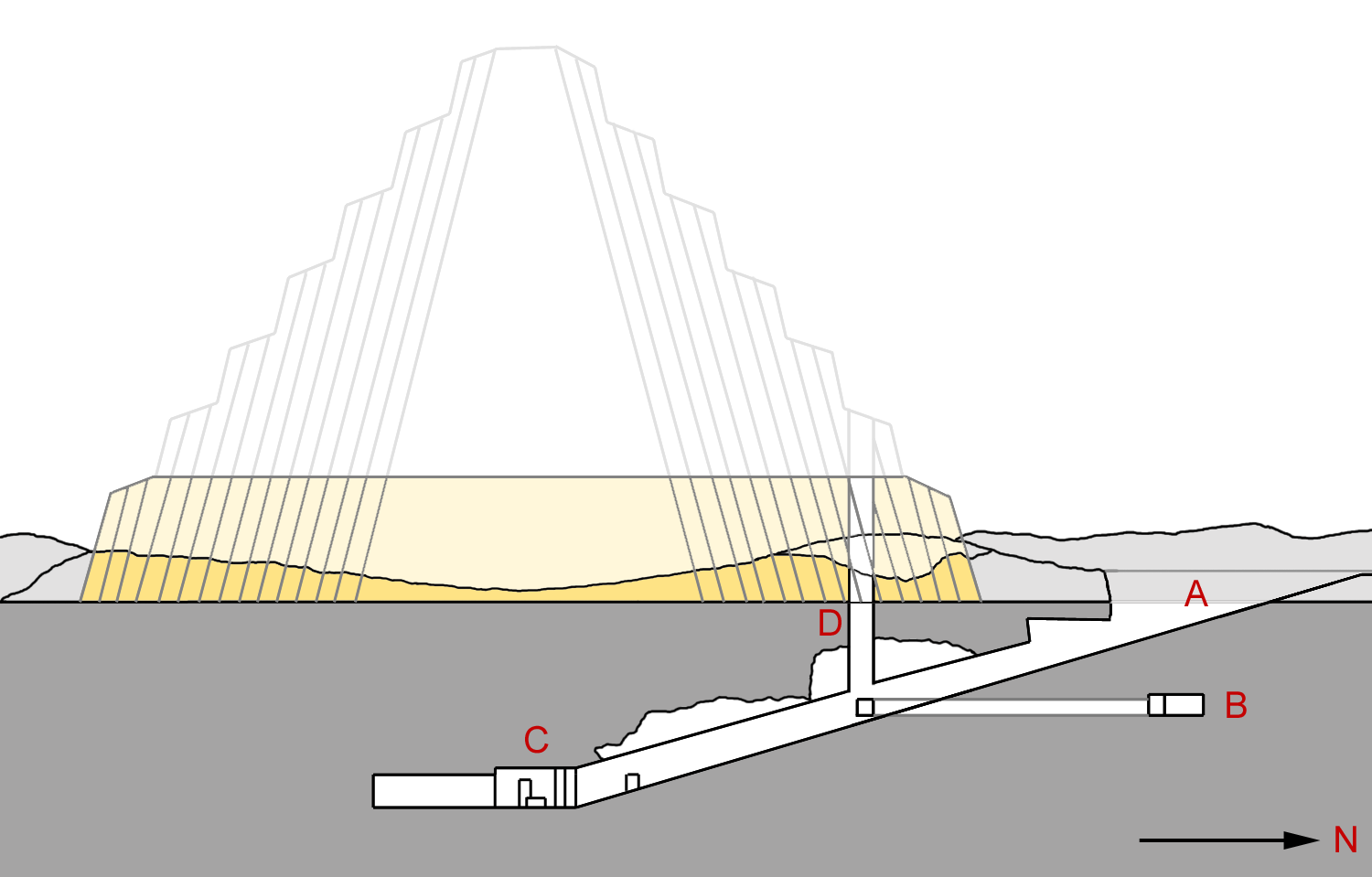
Szehemhet piramisának keresztmetszete a tervezett és a mai állapot feltüntetésével

Az Eltemetett piramis Szehemhet egyiptomi uralkodó befejezetlen sírja. A Dzsószer-piramist közvetlenül követő lépcsős piramis konstrukciójú, befejezetlen épület. 120×120 méteres alapon körülbelül 70 méter magas, hét lépcsős kialakításúra tervezték. A hasonlóság a Dzsószer-piramissal nem lehet véletlen, egy munkásgraffiti szerint az építőmesterek közvetlenül Imhotep építkezéséről jöttek ehhez a piramishoz. Az alépítmény azonban – bár a dzsószeri mintát követi – már előre tervezett, átgondolt szerkezetű, eltérően a Dzsószer-piramis ad hoc jellegű, minden rendszert nélkülöző üreglabirintusától.

## Helyszín

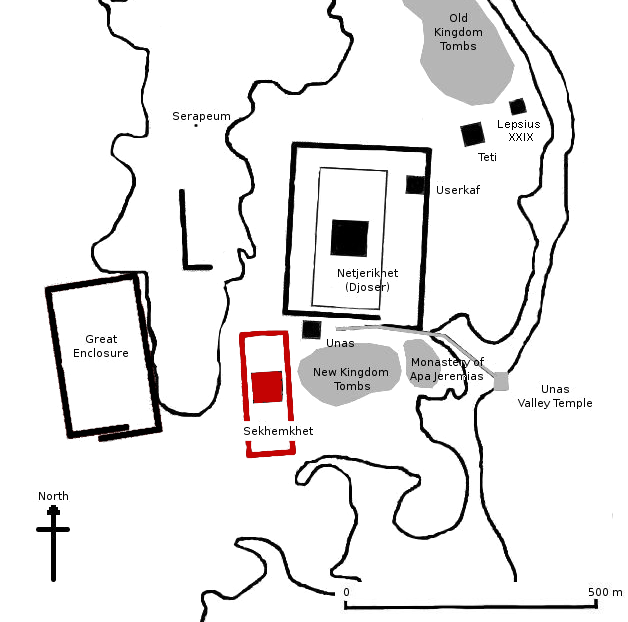
Szehemhet piramisa a szakkarai nekropoliszban

Szehemhet a szakkarai nekropoliszt választotta, mint elődje, illetve az I. és II. dinasztia tisztviselői. A rendelkezésre álló területen nagy kőzetteraszok álltak, így jelentős, akár tíz méteres tereprendezést kellett végezni. Ugyanakkor a helyszín simítása nagy mennyiségű felhasználható kőanyaggal járt. 

## Konstrukciója

### Alépítmény
Nyilvánvaló, hogy a Dzsószer-piramis tapasztalatait felhasználták, és egységes tervek alapján kezdtek hozzá az építkezéshez. Félbehagyott volta miatt a szerkezet és az építés menete is jól tanulmányozható. Első lépésben hosszú, mélyülő gödröt ástak, ez a rámpa lett később a sírkamra megközelítését biztosító folyosó. A folyosót pontosan a tervezett négyzet alakú építmény középvonalában helyezték el, a végére – 31 méteres mélységbe – került a téglalap alakú sírkamra, pontosan az átlók metszéspontja alatt. A sírkamra 8,9×5,2 méter méretű, és benne van az alabástromból faragott szarkofág. Ez ritkaság, mivel ezt az anyagot ritkán használták erre a célra. Négy rövid vakfolyosó is indul a sírkamra környékéről. A rámpát csak a teljes elkészülte után fedték le erős áthidalókkal, ezt nevezik „nyitott gödör” módszernek. A folyosó elején egy aknát is mélyítettek, amelyből a szabályos rendben elrendezett 132 darab halotti kelengyés kamra közelíthető meg.
A kamrák erre az egyetlen folyosóra nyílnak, amely három oldalról, a felépítmény alá nem benyúlva keretezi a piramist. Az alépítmény legnagyobb része nem a piramis alatt helyezkedik el, amely komoly különbség a Dzsószer-piramishoz képest. A lejtős bejárati folyosó felénél függőleges kürtő nyílik, amelynek funkciója ismeretlen, talán csak hagyományos elem a korábbi masztabák emlékére (Dzsószer piramisánál is funkciótlanná vált a kürtő). A piramis tájolása szemmel láthatóan hozzávetőleges, az észak-déli irányt csak közelíti, inkább a terepviszonyokhoz alkalmazkodtak.

Egy vélemény szerint az alépítmény alaprajza a ka-hieroglifa (lélek) 
| D28 |

 megjelenítése.

### Felépítmény
A felépítményt a terepegyengetés és alapozás után a sarokkövek elhelyezésével kezdték. E sarokkövek adták minden beljebbi rétegnél az igazodási pontot. A lépcsős piramisok építési technológiája szinte minden más falazási módszertől eltér, a rétegek nem vízszintesek, hanem a függőlegestől hozzávetőleg 15°-kal befelé eltérőek. A közel függőleges rétegek így egymásra dőltek, és saját súlyuktól nem omlottak le. Kívülről befelé haladtak, és mire a középvonalhoz értek, már rátehették az alépítményre a födémet alkotó óriási monolitokat.
Az építmény nagyrészt helyi mészkőből készült, amelyet a tereprendezés alkalmával bányásztak ki.

### Piramiskörzet
A piramiskörzet hasonló lehetett Dzsószeréhez. A piramist elnyújtott téglalap alaprajzú kerítésfal vette körül, óriási területen, 264×185 méteres méretekkel, amelyet később a hosszabbik oldalon mindkét irányban megnöveltek, és a végeredmény 546 méter lett. Rainer Stadelmann szerint ez éppen fordítva történt, először a nagy sírkerületet építették meg, és a második fázisban csökkentették a méretét. Északon és délen is egy lezárt kultikus körzetet alakítottak ki a külső és belső falak között. A kerítésfal körülbelül 10 méter magas lehetett eredetileg, és a bejárat helye nem ismert. A kultikus építmények közül azonban egyedül csak a Déli Sír ismert. Ez utóbbi egy befejezetlen masztaba, 32×16 méteres méretekkel, és egy körülbelül 2 éves gyermek múmiáját találták benne egy fából készült szarkofágban. A többi kultikus építmény vagy nem készült el, vagy nyoma sem maradt. Nincsen halotti templom sem, amelynek első ismert példája a mejdúmi piramisnál lelhető fel.

## Utóélete
A sírt félbehagyták és sosem fejezték be. Éppígy nem fejezték be a Déli Sírboltot sem. A lezárt sírkamrát Goneim érintetlenül találta, de a sír teljesen üres volt, Szehemhet sorsa ismeretlen. Egyesek szerint kirabolták és a lezárás újabb keletű, Gonaim viszont ragaszkodott a sírkamra érintetlen voltához. Mások a lezárt szarkofágban szimbolikus temetést látnak, de senki sem tudja, miért lehetett erre szükség. Talán szerencsétlenség történt, és a holttest elveszett (állattámadás, vízbe fulladás, vagy hasonló). Az uralkodó nyughelyének kérdése nem megoldott, de az eltemetett piramis kamráinak legnagyobb része még mindig nem teljesen feltárt.
A piramis kőanyagát négy és fél évezreden keresztül hordták el a helybéliek a saját építkezéseikhez, így ma jelentősen kisebb, mint eredetileg volt. Talán két lépcsőfokot is befejezhettek, de jelenleg csak az első lépcsőfok kis része áll még.

## Feltárása
1951-ben Zakaria Goneim egyiptomi régész a Dzsószer-piramist vizsgálta. Ekkor az eltemetett piramis valóban eltemetett volt, gyakorlatilag semmi sem látszott ki a homokból belőle. Goneim észrevette, hogy egy nagy téglalap alakú terület túl egyenletes és a közepén kiemelkedés van. Jean-Philippe Lauer kezdeményezte, hogy vizsgálja meg a területet, legalább az alapvető paramétereket állapítsa meg.
A körzet egyik sarkánál kezdve először a kerítésfalat találta meg, majd a piramis felépítményét a komplexum központjában. Később a piramis északi oldalánál megtalálták a folyosó kezdetét, így behatolhattak az alépítménybe is. Eredetileg XXVI. dinasztia korúnak gondolták egy papirusz alapján. A XXVI. dinasztia – amelynek idejét nem véletlenül nevezik „szaiszi reneszánsznak” – rengeteg régi műemléket helyreállított, ekkor kerülhetett ide az a szöveg. Nemsokára viszont számos tárgyat találtak a III. dinasztia korából.
1954. május 31.én áttörték a körülbelül három méter vastag falat, amivel a sírkamrát zárták le az ókoriak. A durván kidolgozott kamrában volt egy látszólag zárt szarkofág. Goneim csak a kormány képviselői és újságírók jelenlétében nyitotta fel. A szarkofág üresnek bizonyult, és a nagy felhajtás a potenciálisan jelentős felfedezés körül sokat ártott Goneim tekintélyének. Röviddel ezután lopással és csempészéssel is megvádolták. Goneim 1959-ben öngyilkos lett. Tragikus véletlen, hogy ugyanazon a napon megtalálták az állítólag ellopott, valójában Lauer által rosszul katalogizált edényt.
A piramis feltárása csak 1963-ban folytatódott, Lauer ásatott. 1967-ben fedezte fel a déli sírban eltemetett gyermek holttestét. Lauer néhány szünettel 1973-ig tevékenykedett a piramisnál. A komplexum teljes feltárása még mindig hátra van.
Hanns Stock azt feltételezi, hogy az épület a Dzsószer komplexumhoz tartozik, esetleg ez lehetett Dzsószer eredeti sírja, és a piramisa építéséhez bontották le az eltemetett piramist. Egy kevéssé elfogadott elméletet képvisel Vito Maragioglio és Celeste Rinaldi, akik szerint az épület soha nem volt piramis, nem is tervezték annak, hanem kezdettől fogva egy hatalmas négyzetes masztaba volt, hasonlóan a Dzsószer-piramis korai szakaszához. Lauer azt feltételezi, hogy piramisnak tervezték.